# Jackson megye (Colorado)
Jackson megye az Amerikai Egyesült Államokban, azon belül Colorado államban található. Megyeszékhelye és legnagyobb városa Walden. Lakosainak száma 1379 fő (2011. július 1.).

## Szomszédos megyék
- Albany megye (északkelet)
- Larimer megye (kelet)
- Grand megye (dél)
- Routt megye (nyugat)
- Carbon megye (északnyugat)

## Népesség
A megye népességének változása:
| Lakosok száma | 1383 | 1379 | 1346 | 1365 | 1356 |
|               | 2010 | 2011 | 2012 | 2013 | 2015 |